# Tapirus mesopotamicus
Tapirus mesopotamicus es una especie de mamífero perisodáctilo extinto de la familia de los tapíridos y del género Tapirus que vivió en el Pleistoceno de América del Sur. 

## Generalidades
Esta especie fue descrita originalmente por B. S. Ferrero y J. I. Noriega en el año 2007, empleando como base materiales craneanos bastante completos exhumados en sedimentos del Lujanense del departamento Diamante, de la provincia de Entre Ríos, en el centro-este de la Argentina.
El espécimen tipo es: CICYTTP-PV-M-1-23, un cráneo y fragmento proximal de la mandíbula derecha. Su localidad tipo es la margen norte del arroyo Ensenada, en un horizonte lacustre-fluvial pleistocénico en la «formación Arroyo Feliciano» de la Argentina.
Se diagnostica por tener un cráneo largo y robusto, con rostrum corto respecto a la longitud total del cráneo, una sola y no arqueada cresta sagital, amplios huesos parietales planos en la cubierta anterior del cráneo, las crestas temporales convergen muy cerca de la sutura fronto-parietal, el paladar es muy arqueado, el premaxilar está profundamente dentado por encima del canino, el maxilar superior y la base del esquema cigomático son sorprendentemente robustos, el P1 es corto y cuadrangular, y el cóndilo mandibular es delgado, con la pared posterior plana o algo cóncava.
Un amplio estudio de todos los materiales colectados en los yacimientos fosilíferos de América del Sur referidos al género Tapirus llegó a la conclusión de que esta es una especie válida.
Sobre la base de análisis morfométricos de sus dientes se llega a la conclusión de que Tapirus mesopotamicus es significativamente menor que los grandes tapires fósiles o vivientes, tales como Tapirus indicus, Tapirus oliverasi, Tapirus tarijensis, y Tapirus haysii; y que era de similar en tamaño que Tapirus terrestris y Tapirus rondoniensis.

## Hábitat y alimentación
Este taxón, como cualquier integrante del género Tapirus, se asocia a climas cálidos, y ambientes de pluviselvas, sabanas o bosques húmedos de tipo tropical o subtropical cercanos a ríos; con dieta herbívora hojas, frutas, etc. los que logra asir gracia a la presencia de una probóscide en su hocico.